# Durant (Oklahoma)
Durant è una città della Contea di Bryan, Oklahoma, Stati Uniti. La popolazione era di 15,856 persone al censimento del 2010.